# Asaf Koçak
Asaf Koçak (* 1958 in Yerköy/Yozgat; † 2. Juli 1993 in Sivas) war ein kurdischer Karikaturist.

## Leben und Werk
Asaf Koçak ist in Yerköy in Yozgat geboren, stammt jedoch aus dem Dorf Mahmutlu in Çiçekdağı/Kırşehir und gehört der Volksgruppe der zentralanatolischen Kurden an. Mit seinem Vater Hese Teksin und seiner Mutter Afe Mome lebte er bis zu seiner Jugend in Yozgat. Asaf Koçak hatte sechs Geschwister, er kam als fünftes Kind zur Welt.
Seine Liebe zum Zeichnen begann bereits in der Grundschule. Um sein Kenntnisse zu erweitern, besuchte er die Davutpasa Karikaturist Schule in Istanbul. Direkt anschließend absolvierte er erfolgreich die Kırşehir Universität. Um sein Talent weiterzuentwickeln, absolvierte er eine vier Jahre lange Lehre als Karikaturist. Danach gab er drei Jahre in Adıyaman Karikaturistenunterricht.
Er zog nach Ankara und spielte unter anderem in einem Kurzfilm mit (Büyük Simbad – dt.: Der große Sindbad) und arbeitete gelegentlich als Klempner. Er zeichnete Karikaturen von Pir Sultan Abdal mit seinen zwei Freunden Erdal Ayranci und Uğur Kaynar.
Nach seiner Teilnahme am 4. Pir Sultan Abdal Festival in Sivas kam Asaf Koçak am 2. Juli 1993 bei dem Brandanschlag auf das Madimak Hotel mit Erdal Ayranci und Uğur Kaynar ums Leben.
1997 erschien sein Karikaturenband. Noch heute werden Karikaturisten-Wettbewerbe unter seinem Namen veranstaltet.

## Auszeichnungen
- Yunus-Nadi-Karikatur-Auszeichnung
- Auszeichnung für den Film Büyük Simbad